# Umspannwerk

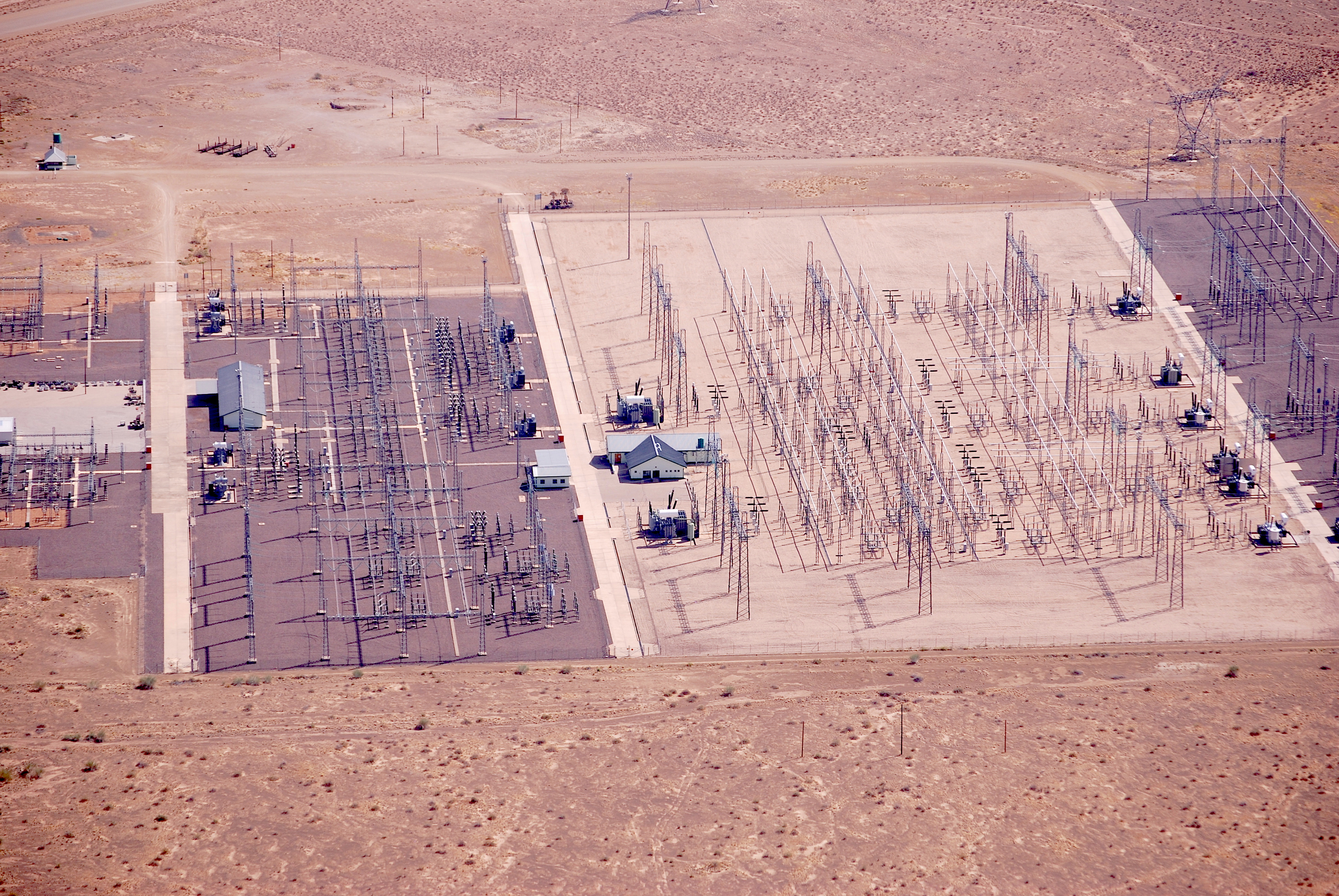
Gesamtansicht eines Umspannwerks bei Keetmanshoop

Ein Umspannwerk (auch Umspannanlage) ist Teil des elektrischen Versorgungsnetzes eines Energieversorgungsunternehmens und dient der Verbindung unterschiedlicher Spannungsebenen. Umspannwerke bestehen neben den Leistungstransformatoren immer aus Schaltanlagen, aufgebaut als Freiluftschaltanlage oder in gekapselter Form als gasisolierte Schaltanlage und weiteren Einrichtungen zur Mess- und Regeltechnik. Anlagen ohne Transformatoren werden auch als Lastverteilerwerk (Lastverteiler oder Schaltwerk) bezeichnet. In der Schweiz werden Umspannwerke auch als Unterwerk bezeichnet, während dieser Begriff im restlichen deutschen Sprachgebiet lediglich für Bahnstromanlagen gebräuchlich ist.
Durch den hohen Automatisierungsgrad erfolgt der Betrieb in vielen Umspannwerken, wie das Ausführen von Schalthandlungen, vollautomatisch und ohne Personal vor Ort.

## Allgemeines
Zur möglichst verlustarmen Übertragung der elektrischen Energie vom Kraftwerk zum Verbraucher wird die elektrische Energie über mehrere Spannungsebenen transportiert. Die optimale Spannungsebene wird je nach zu übertragender Leistung und der Entfernung gewählt. Im Umspannwerk erfolgt die Transformation der elektrischen Energie zwischen zwei oder mehreren Spannungsebenen. Die Spannungsebenen können etwa folgendermaßen eingeteilt werden:
- überregionale Transportnetze (220 kV oder 400 kV und größer bzw. mit Hochspannungs-Gleichstrom-Übertragungen). Die Anlagen sind meist Freiluftanlagen, manchmal auch Innenraumanlagen.
- regionale Transportnetze (110 kV). Freiluft- oder Innenraumanlagen in Städten.
- überörtliche Verteilnetze (30 bis 60 kV), meist Innenraumanlagen.
- überörtliche/örtliche Verteilnetze (6 bis 20 kV) meist Innenraumanlagen.

Anlagen, welche die Umspannung in die für den Endverbraucher bestimmte Niederspannung vornehmen, werden als Transformatorenstationen, Umspannstationen oder auch Ortsnetzstationen bezeichnet.
Umspannwerke zur Versorgung elektrisch betriebener Bahnen werden als Unterwerk bezeichnet (siehe auch Bahnstrom).

### Galerie
Freiluftschaltanlagen

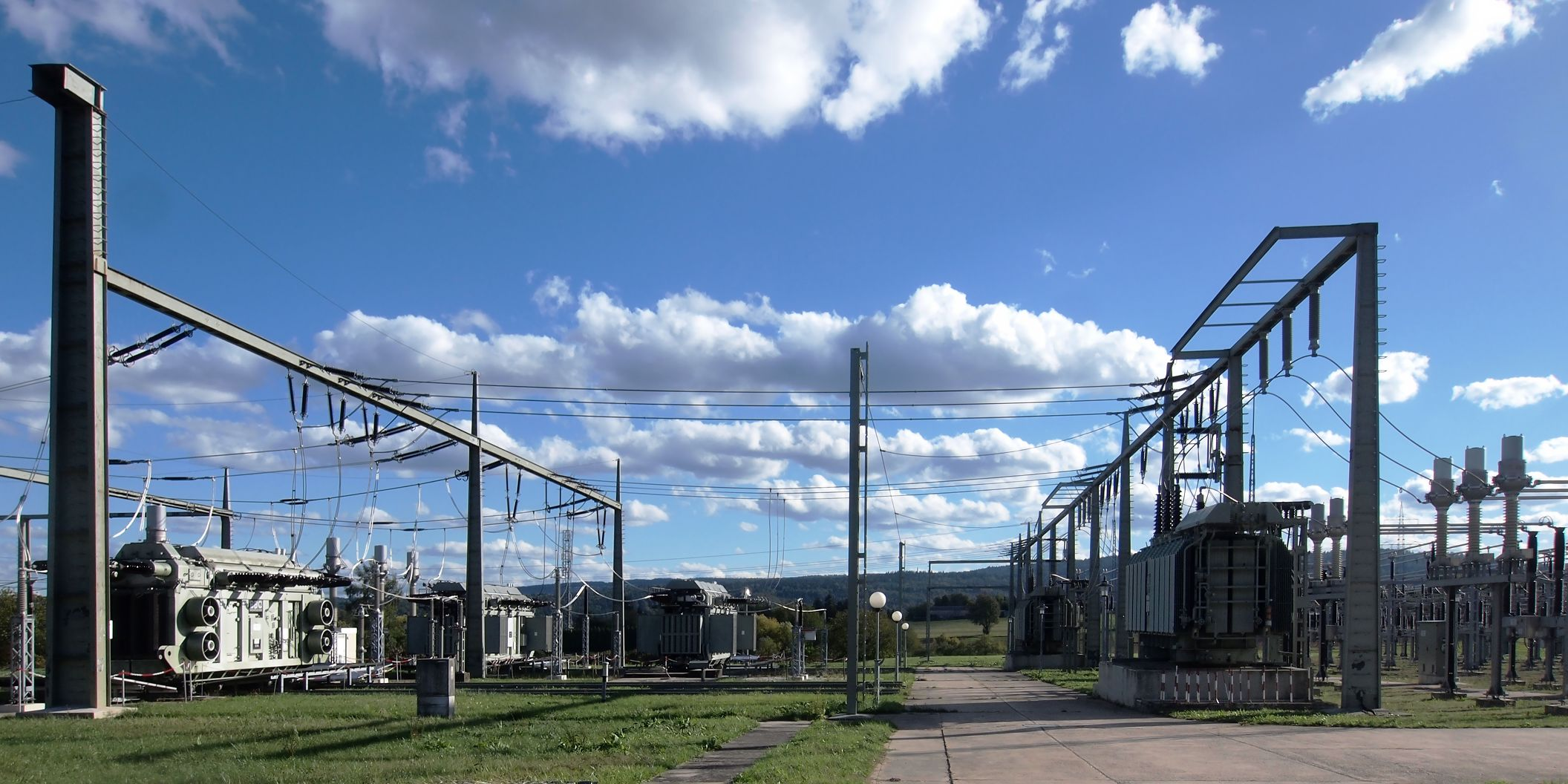
Umspannwerk bei Pforzheim mit 220-/110-/20-kV-Transformatoren
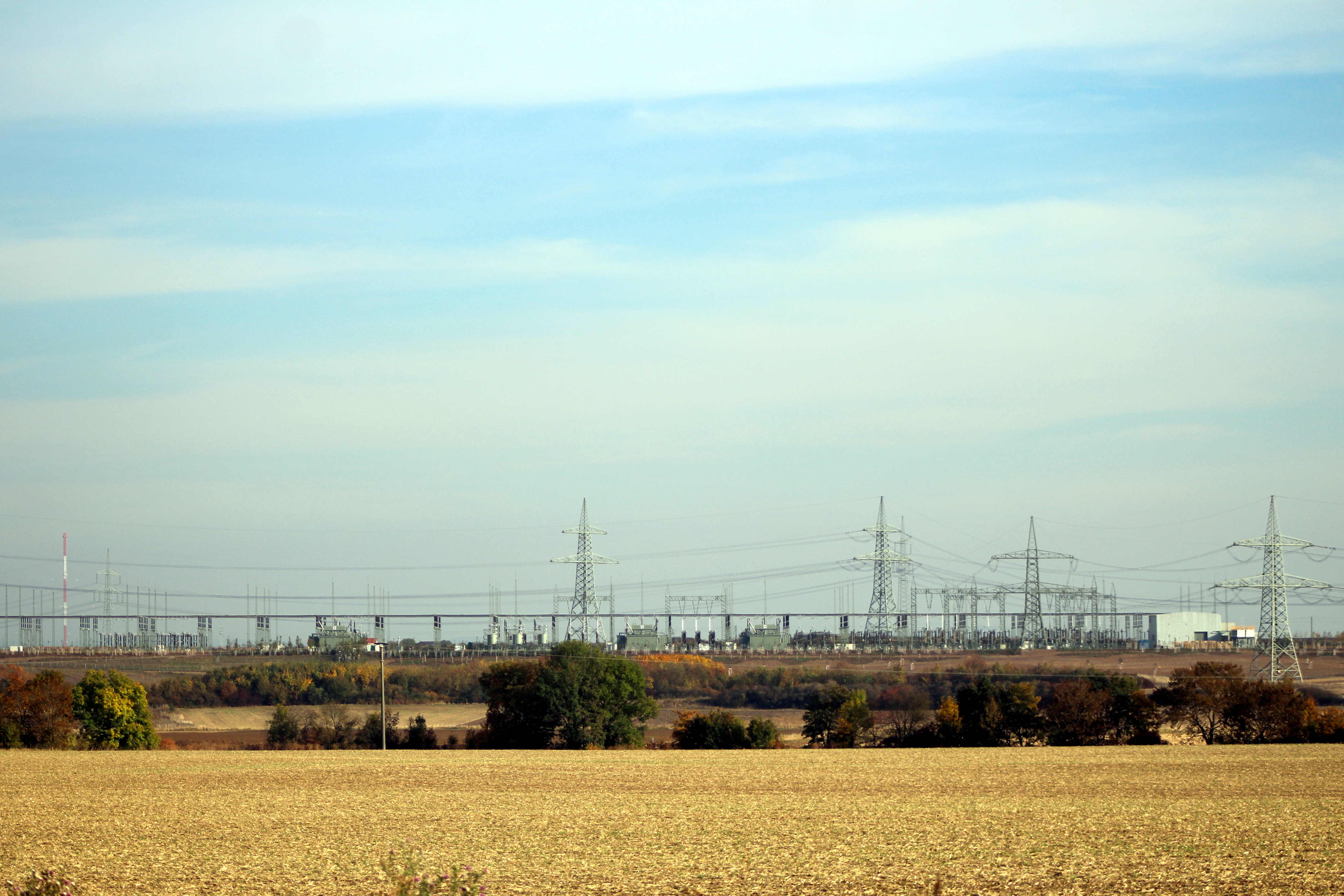
Umspannwerk Bergrheinfeld West bei Schweinfurt mit 380-/220-/110-kV-Transformatoren; Ende von Suedlink
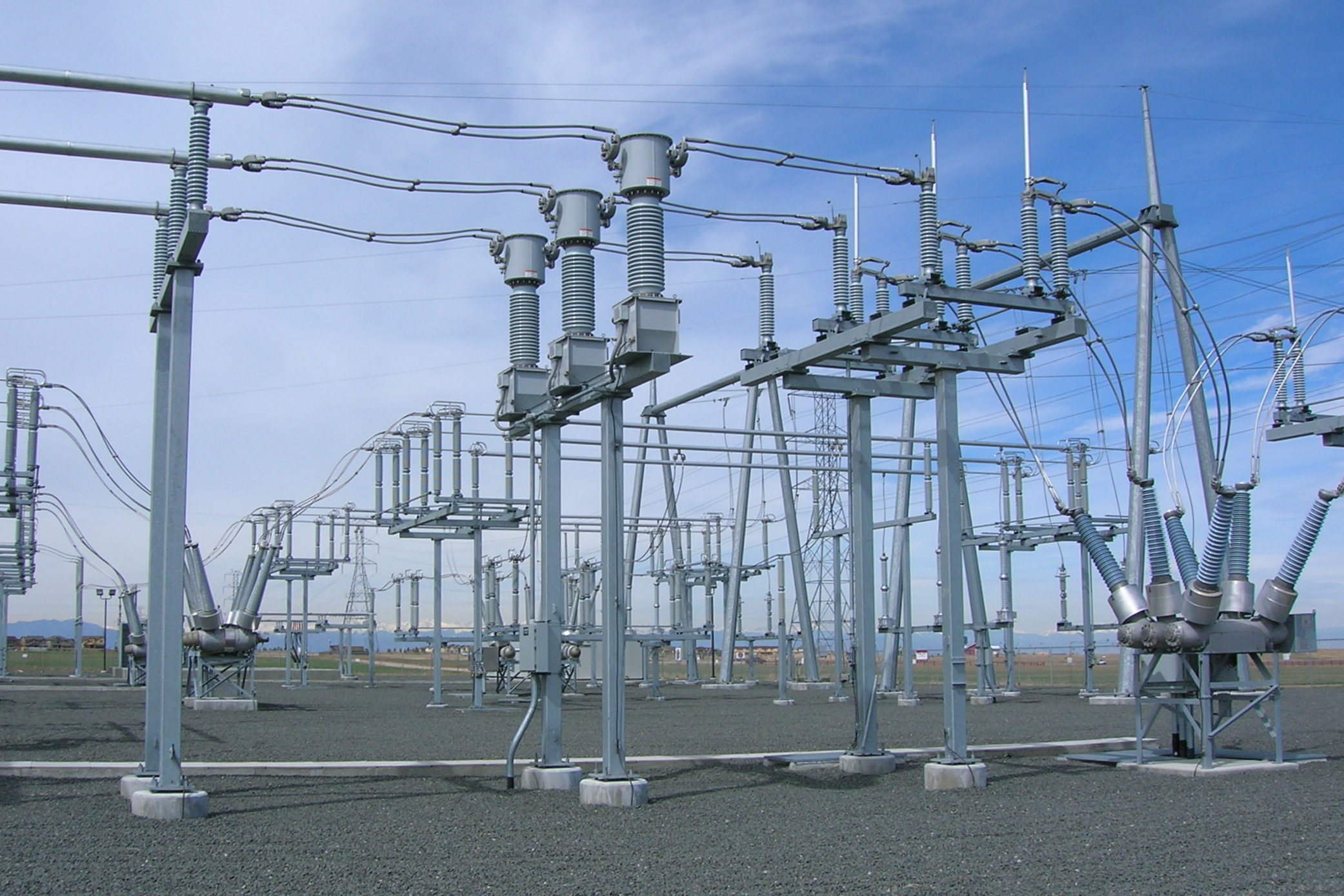
Modernes Umspannwerk in den USA
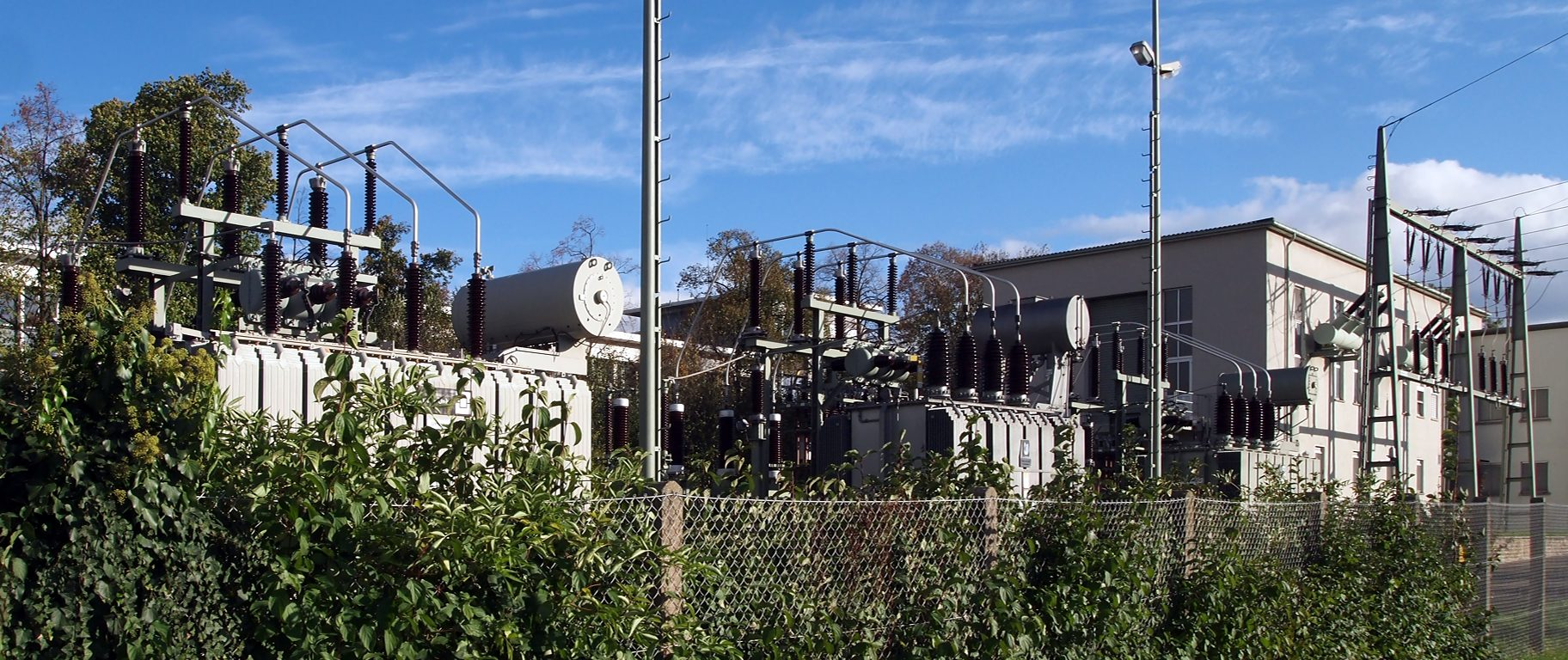
110-kV-Umspannwerk bei Stuttgart mit Innenraumschaltanlage und freistehenden Transformatoren
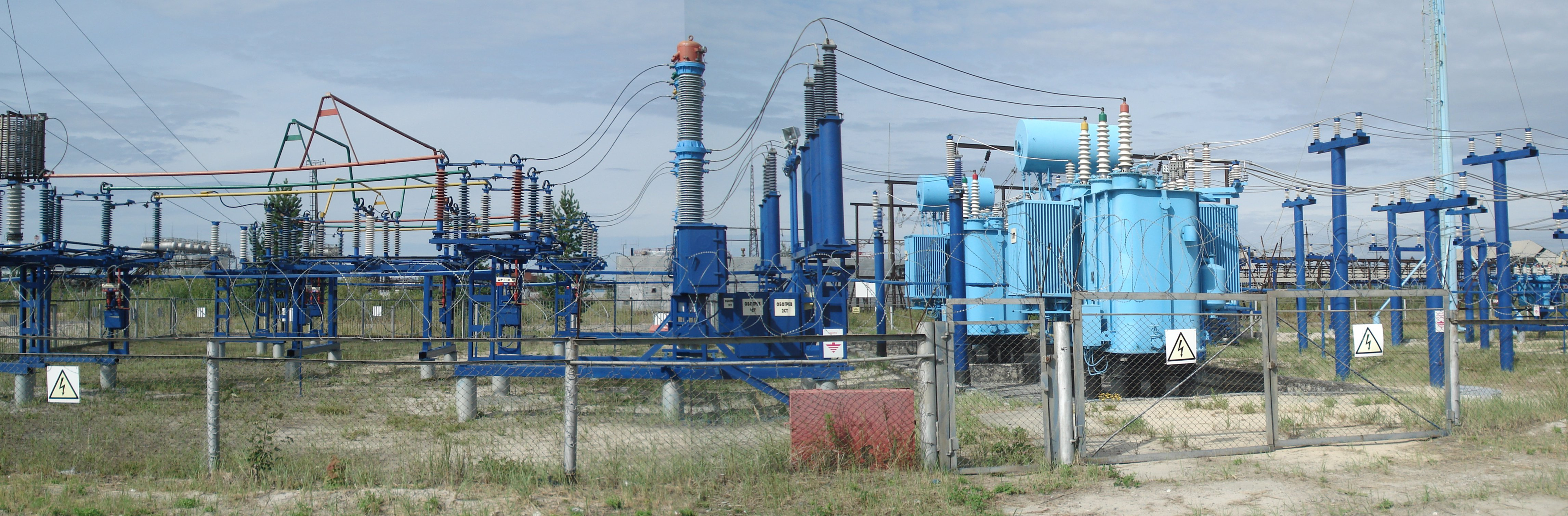
Umspannwerk in Russland, bei Ljantor
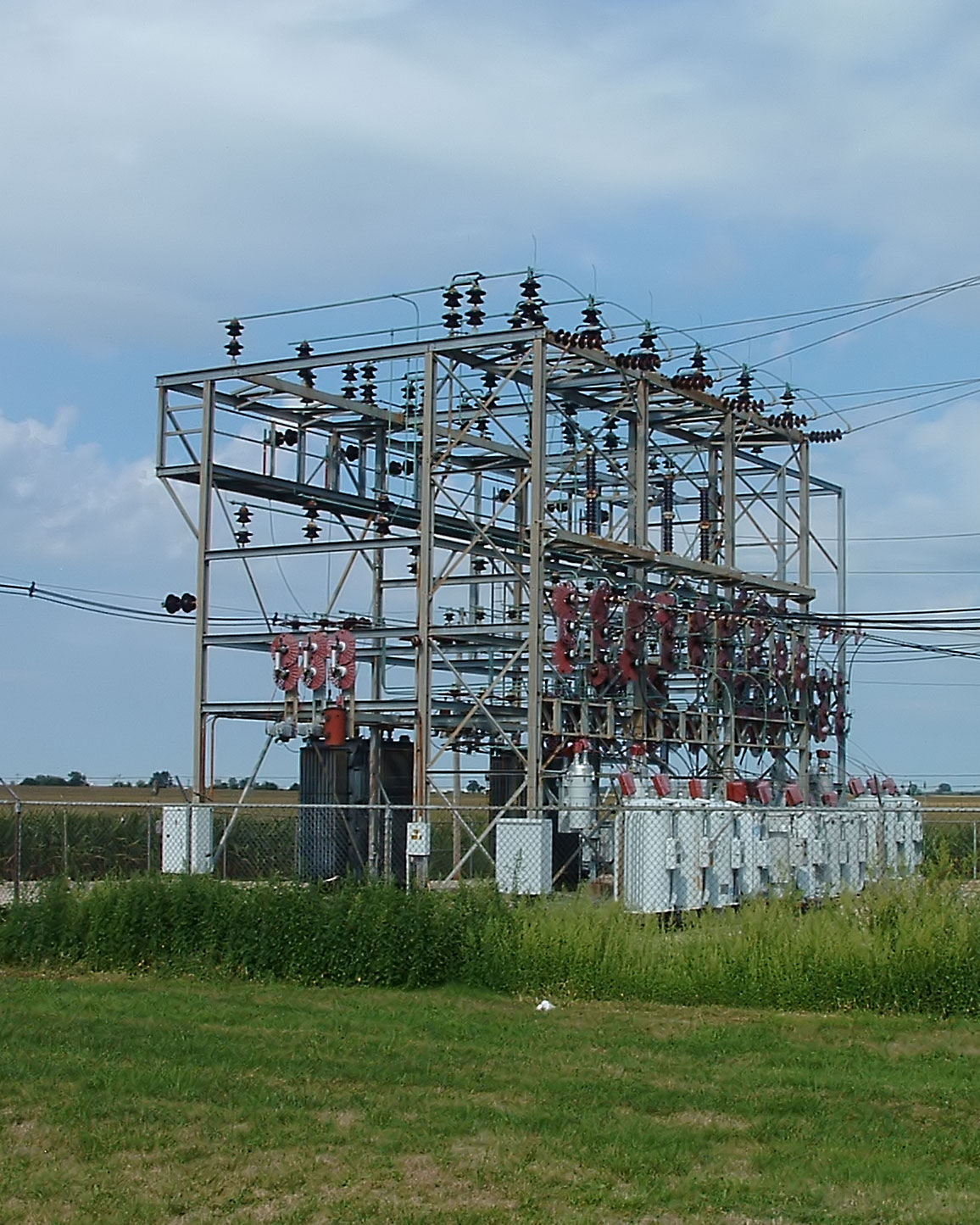
Kompaktes Umspannwerk in den USA
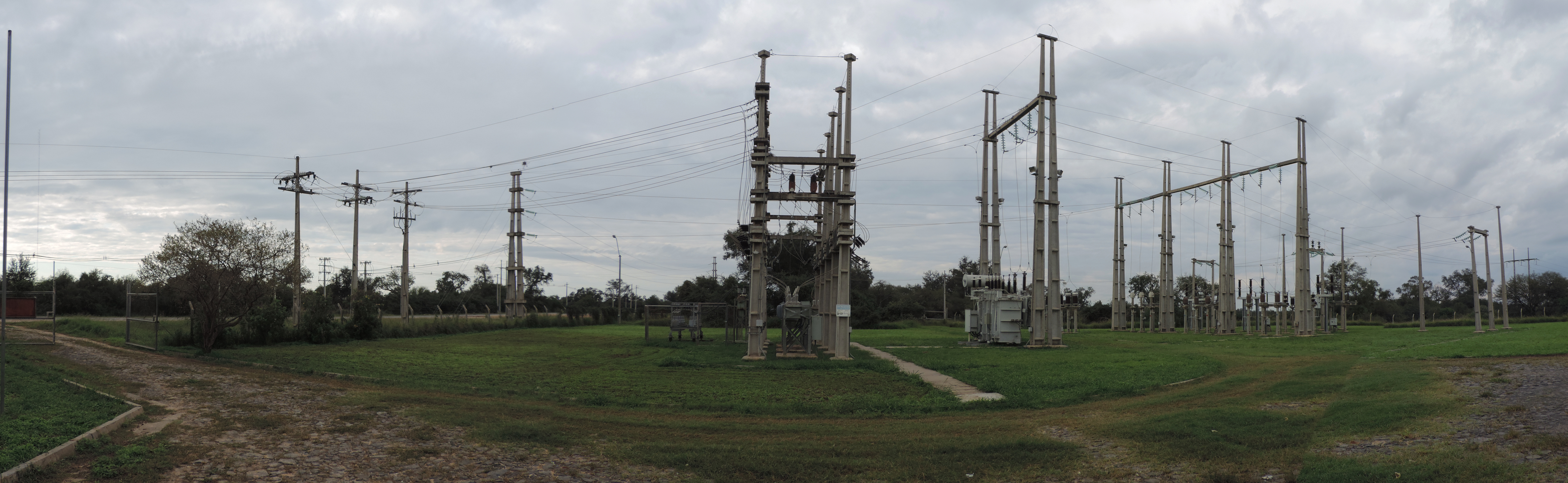
Umspannwerk mit Betonportalen in Paraguay
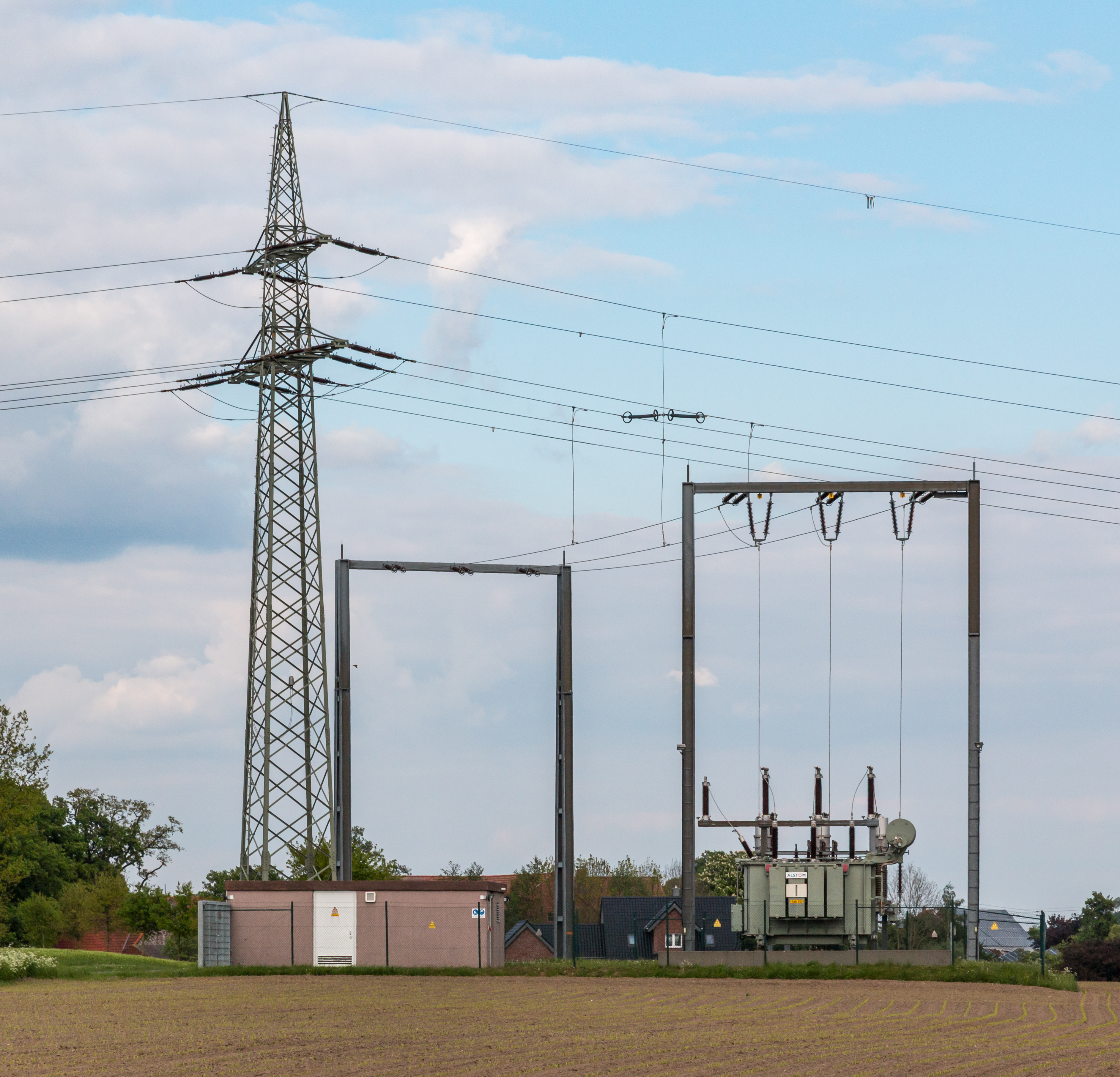
Ein minimalistisches Umspannwerk in Dülmen

Innenraumanlagen

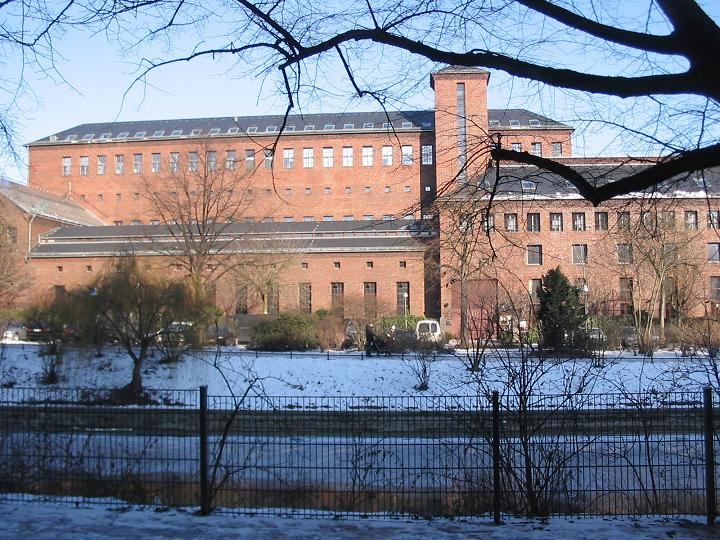
„Kathedrale der Elektrizität“, denkmalgeschütztes ehemaliges Umspannwerk am Berliner Paul-Lincke-Ufer, gebaut 1924/28 nach Plänen von Hans Heinrich Müller
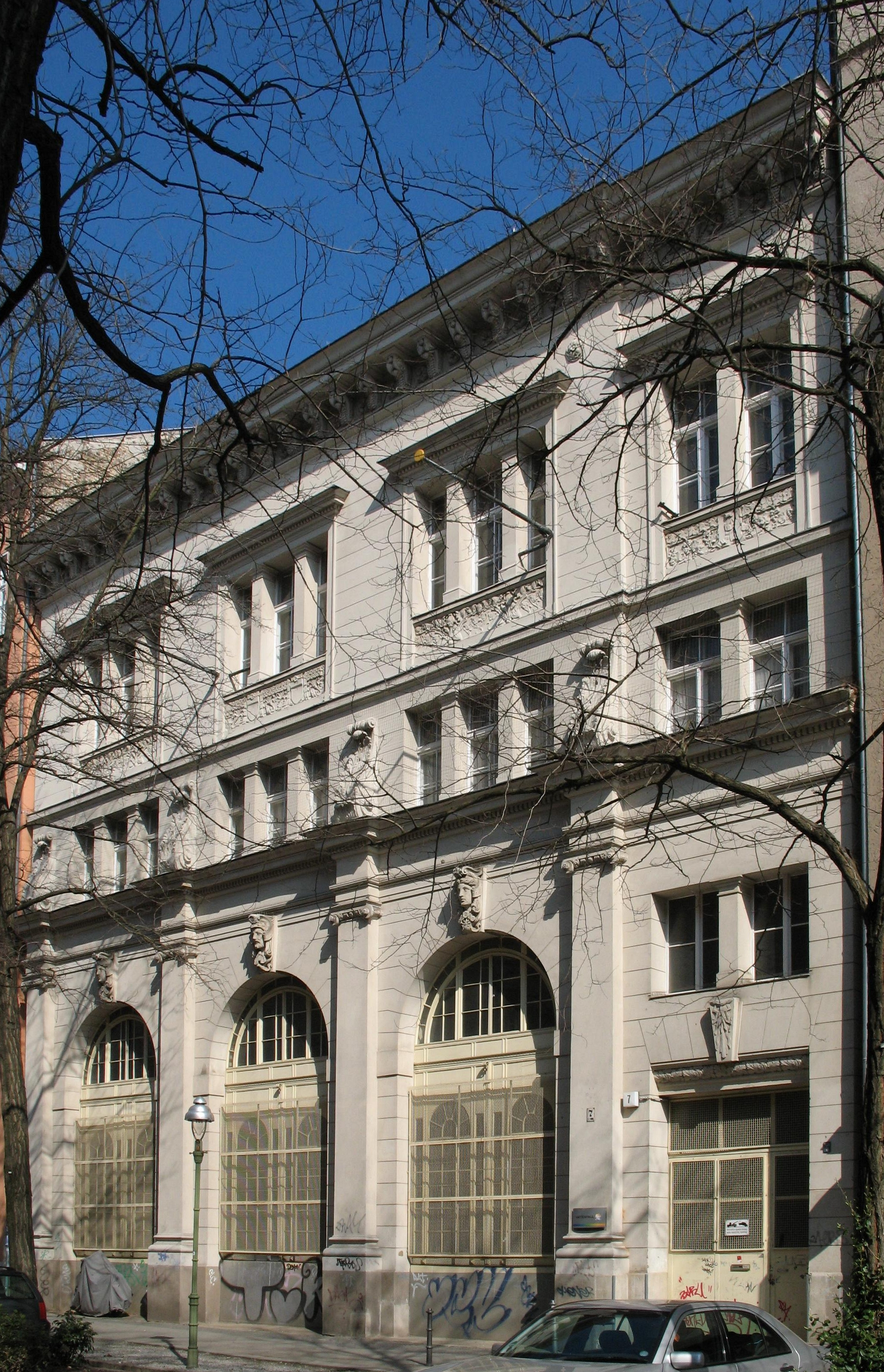
Umspannwerk in Berlin-Moabit von Franz Schwechten
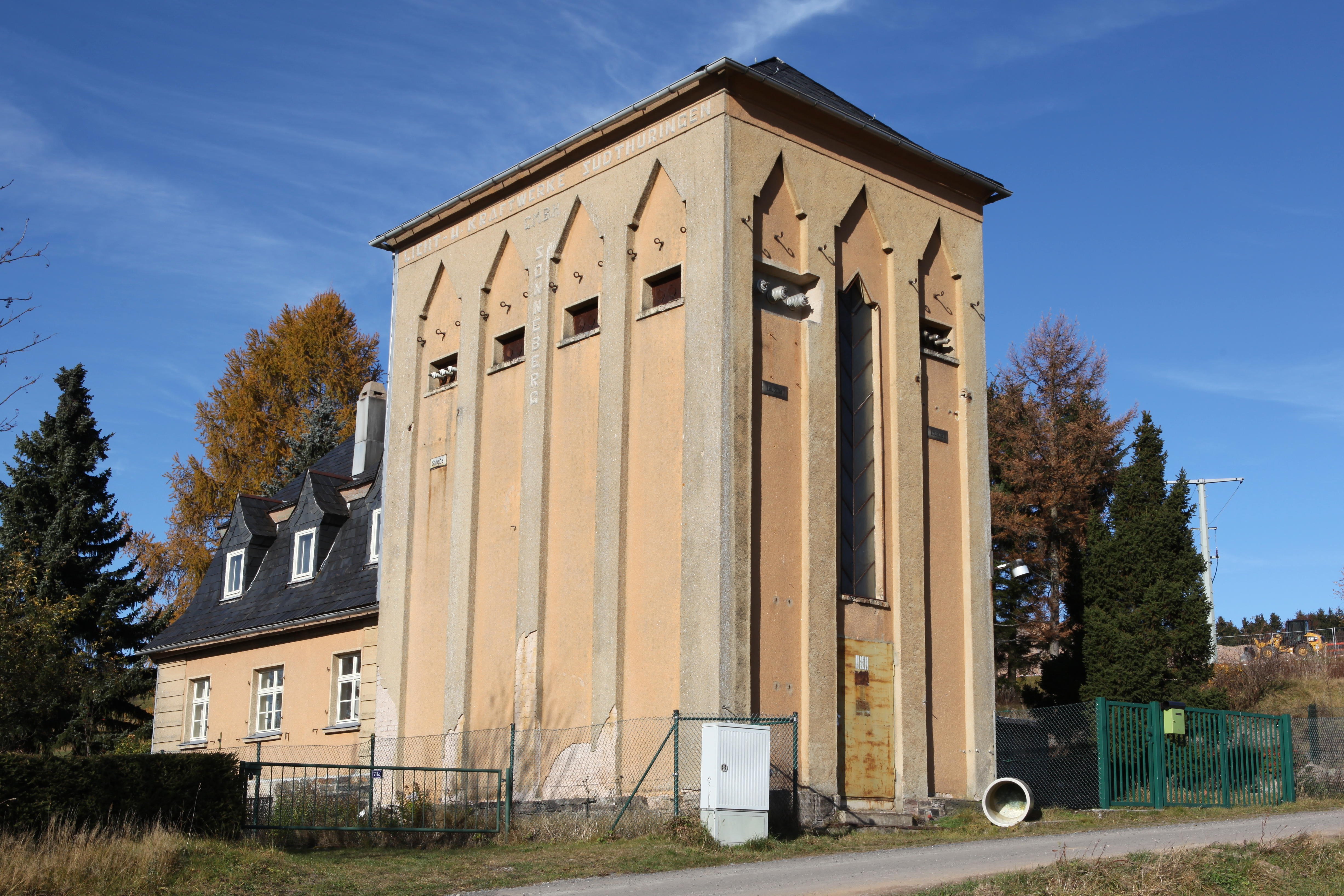
Umspannwerk in Lauscha, 1925/26
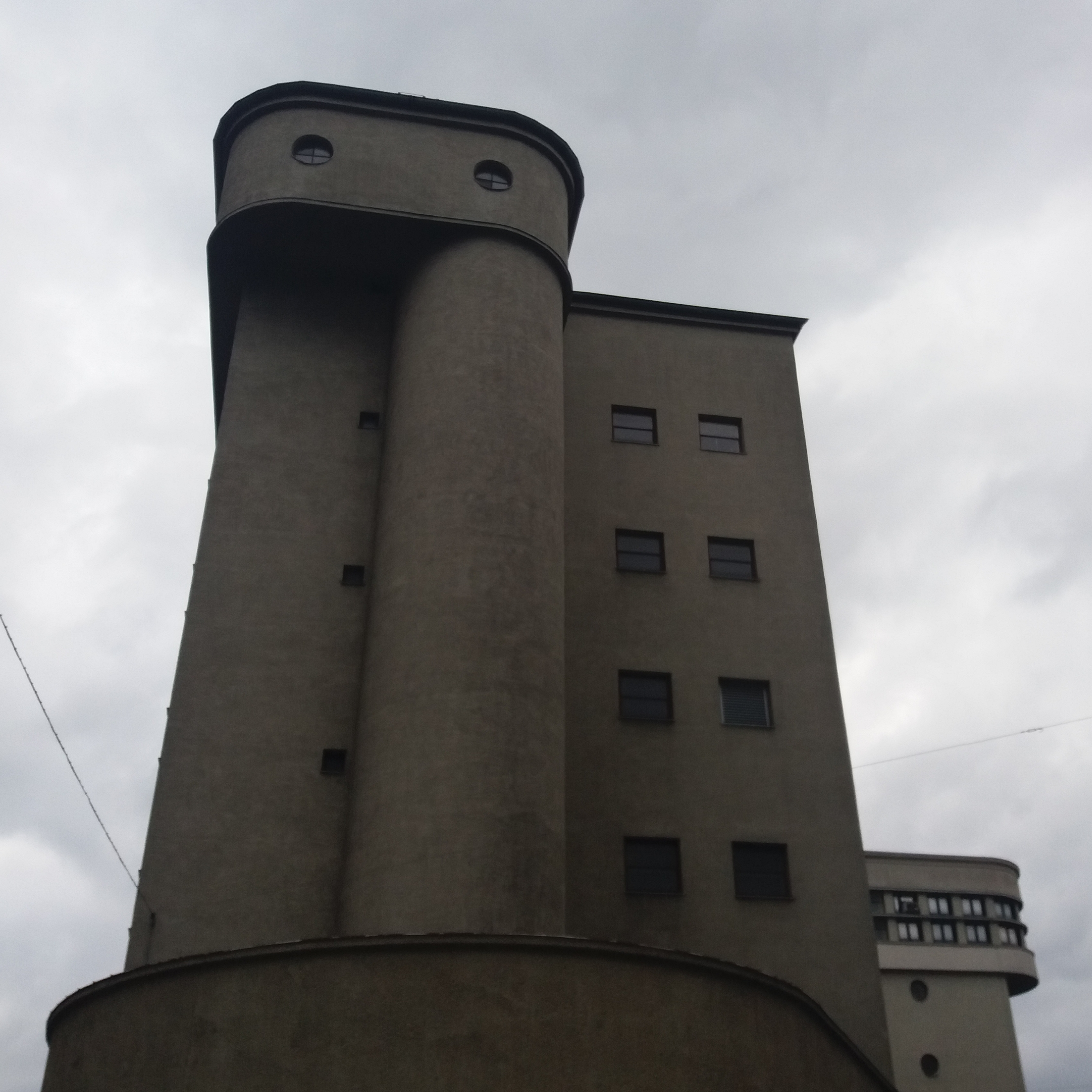
Umspannwerk in Wien-Favoriten, 1929
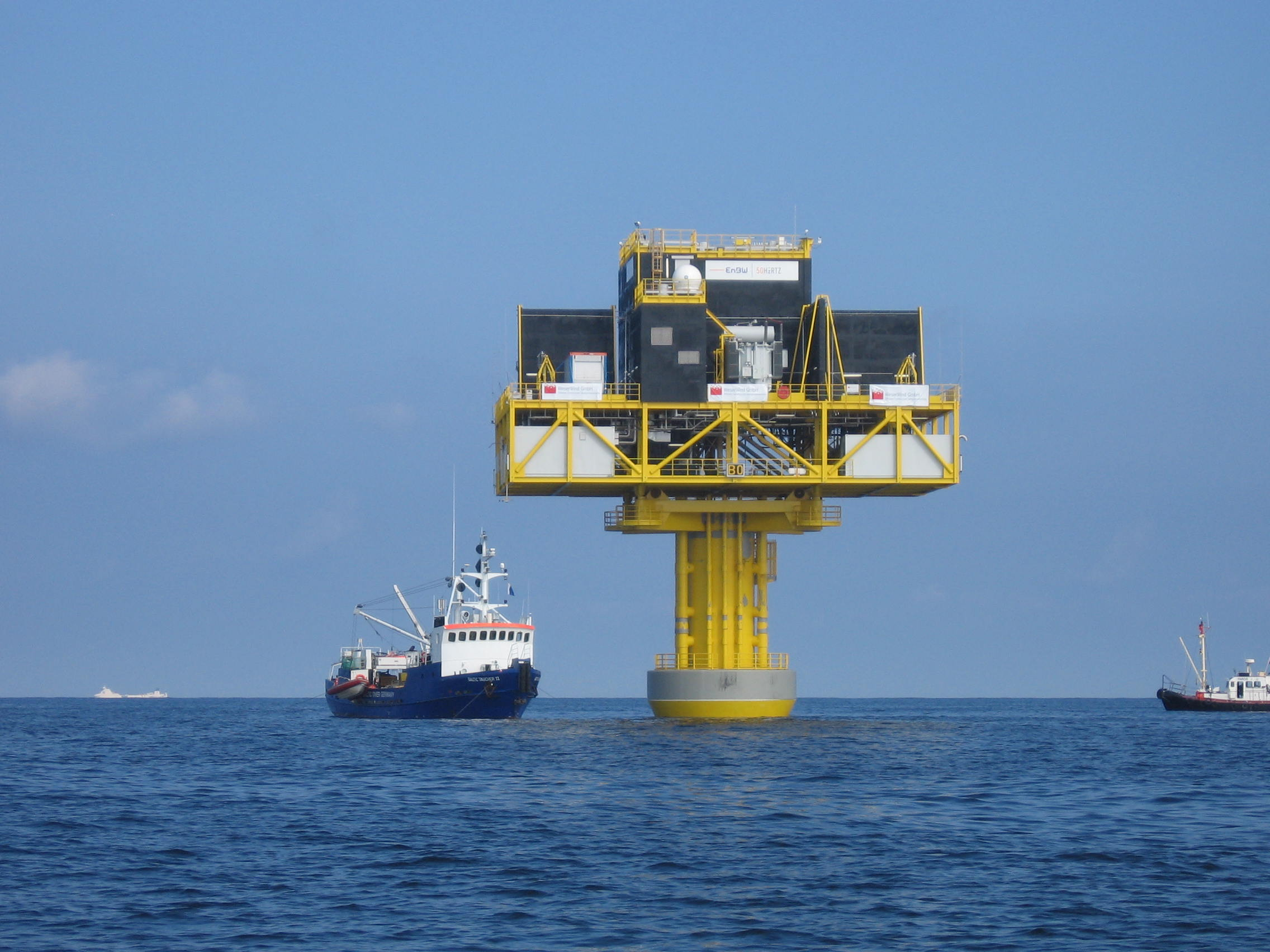
Umspannplattform des Offshore-Windparks Baltic 1 auf offener See
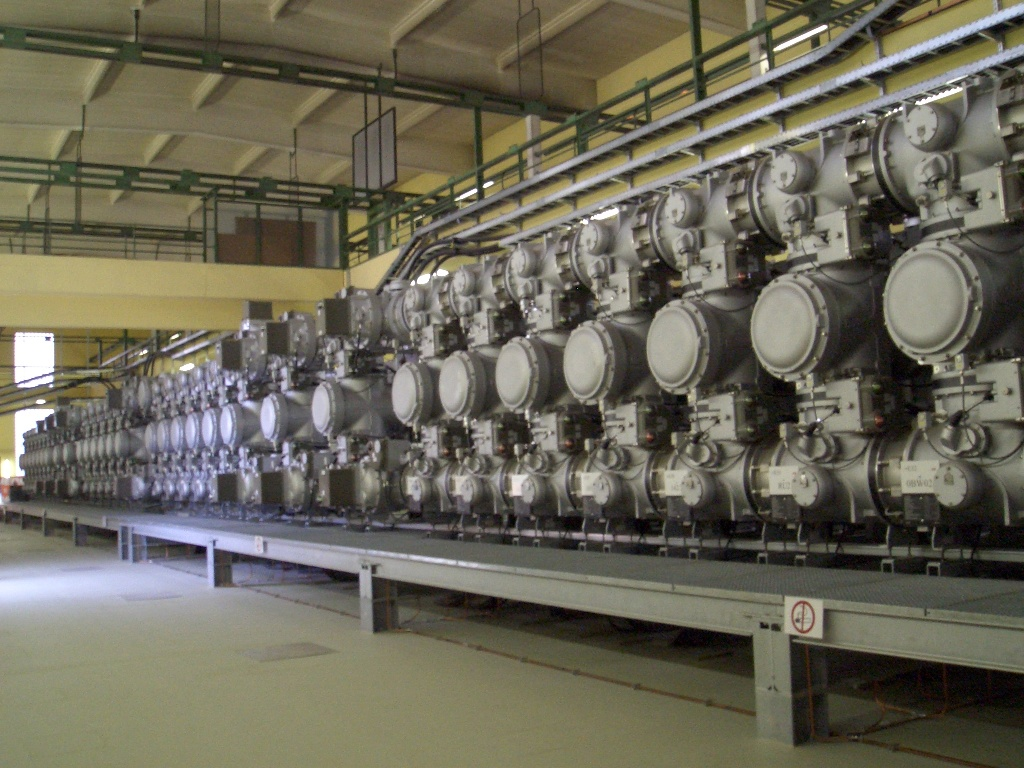
Gasisolierte Schaltanlage im Umspannwerk Simmering
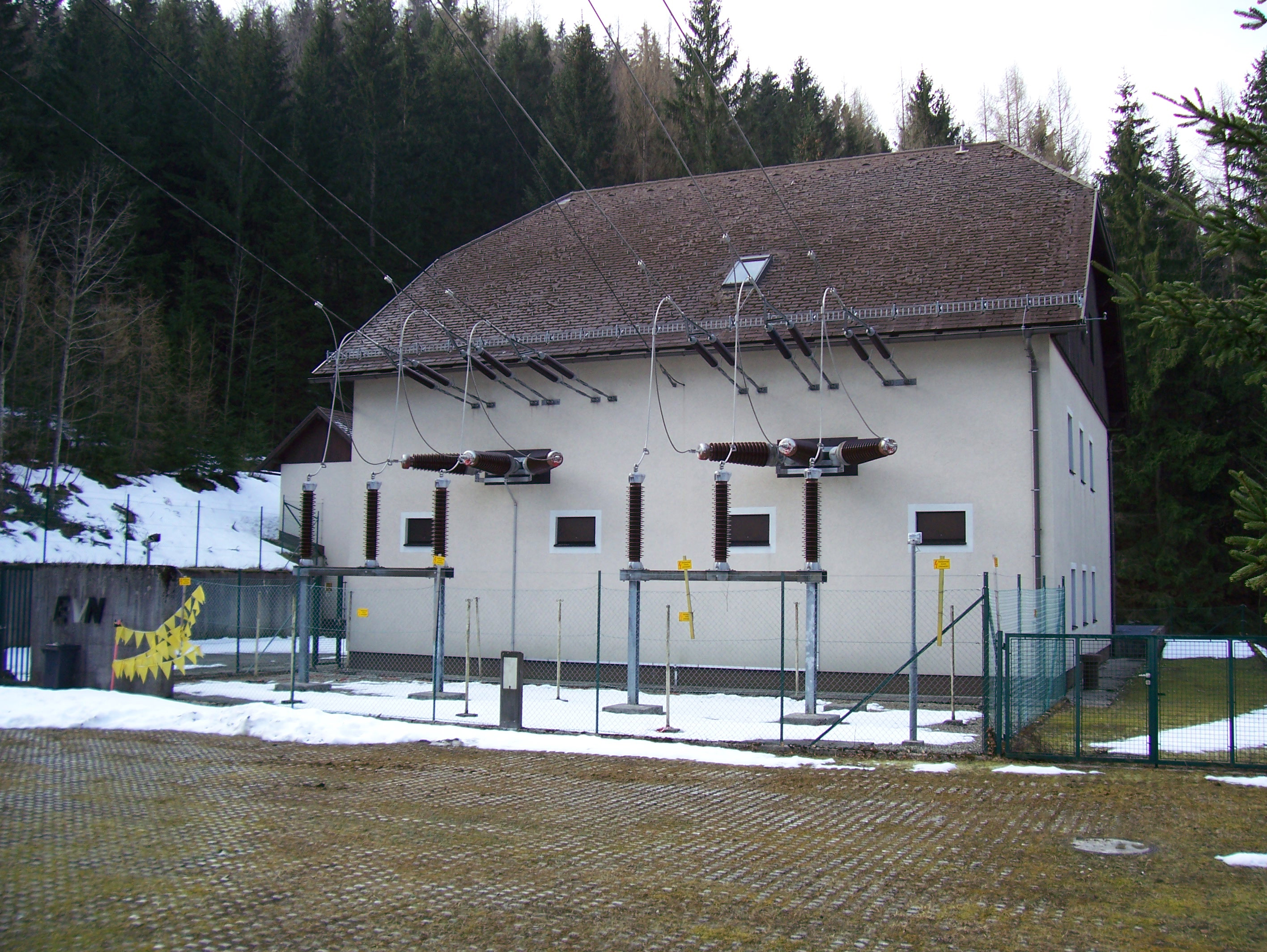
110-kV-Umspannwerk der EVN (Innenraumanlage)
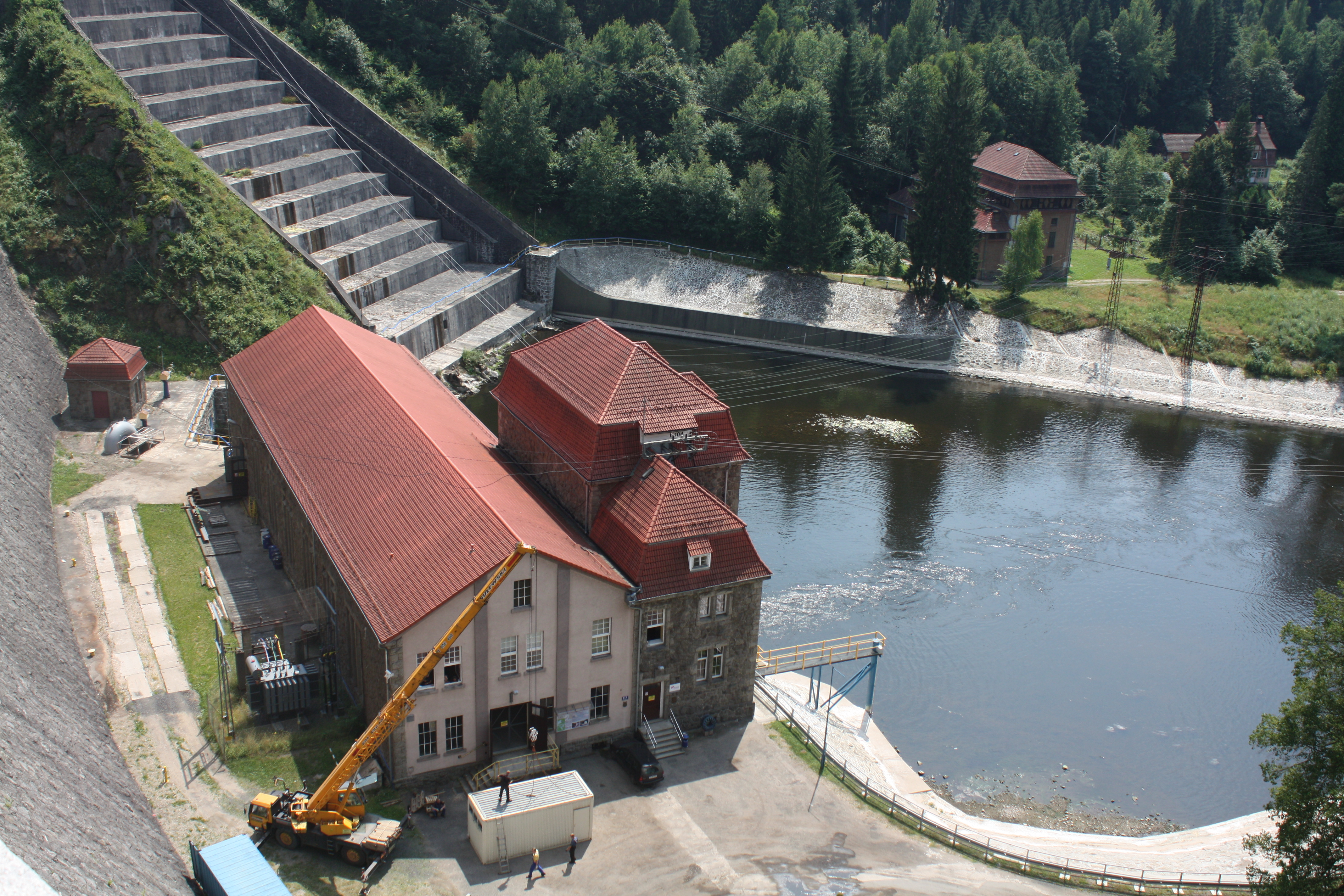
Umspannwerk der Bobertalsperre von 1905

## Primärtechnik
Außer den zur Umspannung notwendigen Transformatoren sind im Umspannwerk auch Schaltanlagen für die ober- und unterspannungsseitig abgehenden Leitungen vorhanden. Die technischen Einrichtungen (Leistungstransformatoren, Sammelschienen etc.) sowie die Leitungen sind in der Regel redundant ausgelegt, so dass bei Ausfall eines Betriebsmittels die Versorgung weiterhin gewährleistet ist.

## Sekundärtechnik

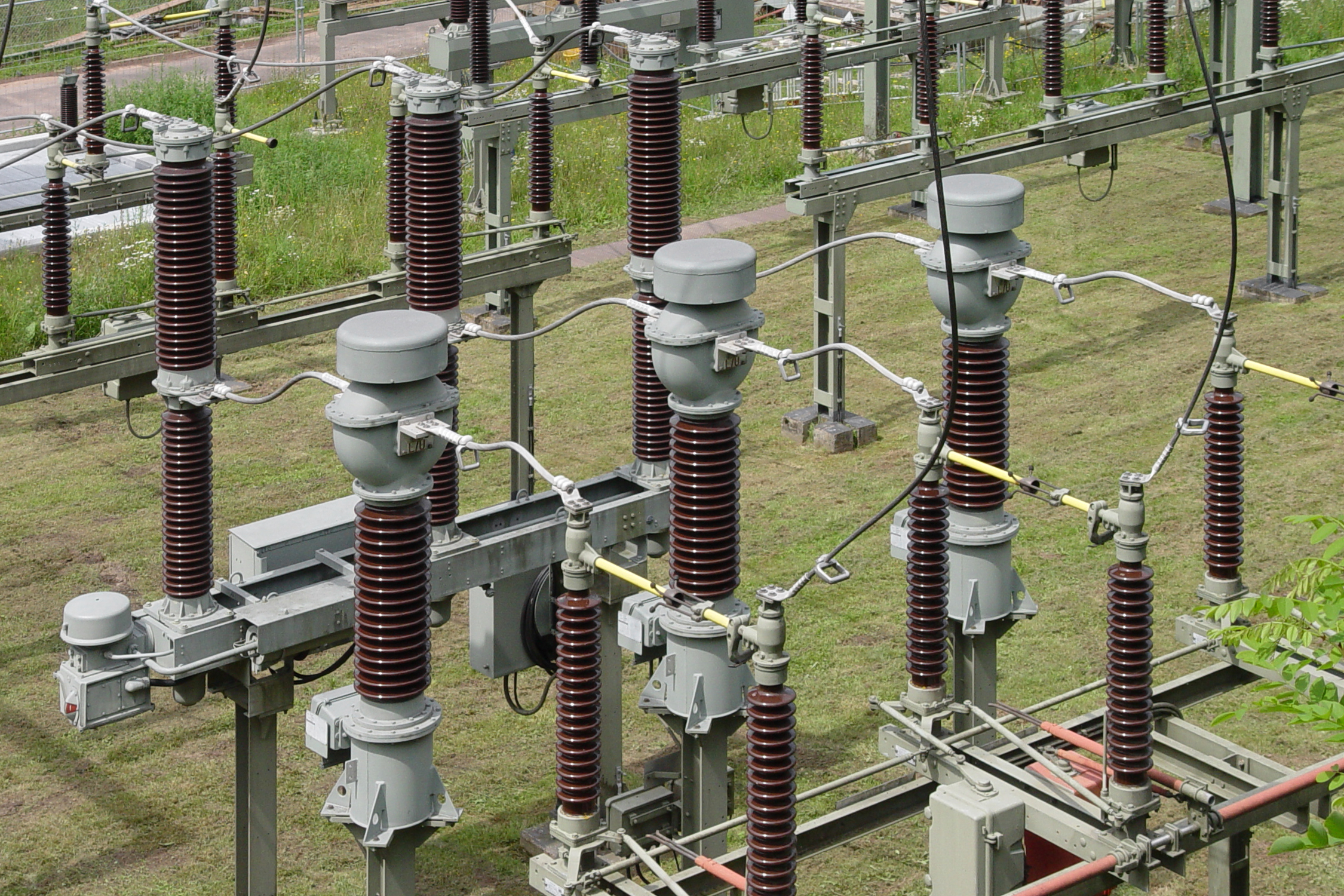
Leistungsschalter, Strommesswandler und Trennschalter im Umspannwerk Aschaffenburg-Schweinheim

Unter den Begriff Sekundärtechnik fallen die Einrichtungen eines Umspannwerks, die an der Umspannung in direktem Sinn nicht beteiligt sind. Darunter fallen jedoch für den Betrieb sehr wichtige Funktionen wie zum Beispiel:
- Lokale Steuerung (Steuerung der einzelnen Schaltanlagenfelder vor Ort, meist über einen Feldsteuerschrank),
- Spannungsregelung (Konstanthaltung der Netzspannung bei verschiedenen Belastungszuständen),
- Netzschutz (Überwachung der Leitungen auf Kurzschluss oder Erdschluss mit Abschaltung der betreffenden Leitung),
- Energiezählung,
- Fernmessung (Fernübertragung von Messwerten zu einer entfernten Netzleitstelle),
- Fernsteuerung (Fernsteuerung und -überwachung durch eine entfernte Netzleitstelle),
- Eigenbedarf (gesicherte Gleich- und Wechselspannungsversorgung, Batterieanlagen, Gleich- und Wechselrichter zur Aufrechterhaltung der Funktion der Anlage auch bei Stromausfall bzw. Netzstörungen),
- Rundsteueranlage (Steuerung der im Netz vorhandenen Verbraucher; Lastmanagement).

## Sonderformen
Eine Sonderform eines Umspannwerkes (UW) ist das vereinfachte Umspannwerk (VUW). Während bei den meistverbreiteten herkömmlichen Umspannwerken die Leitungen und Trafos auf Sammelschienen geschaltet werden, wird in vereinfachten Umspannwerken i. d. R. auf der Oberspannungsseite auf Sammelschienen verzichtet. Die Leitungen werden in diesem Fall lediglich über Trennschalter und Leistungsschalter direkt an den Transformator angeschlossen. Eine Kupplung zwischen den Leitungen ist möglich. VUWs werden zur Kostenersparnis eingesetzt, wenn nur wenige (zwei bis drei) Leitungen auf der Oberspannungsseite vorhanden sind (Wegfall der Sammelschiene und damit auch Einsparung der Sammelschienentrenner).
Aus dieser Tatsache erwachsen zugleich die Nachteile von VUWs: Da keine Sammelschiene als „Verteiler“ existiert, würde mit dem Ausfall einer Leitung auch der angeschlossene Transformator nutzlos werden (bei VUW ohne Kupplung zwischen den Leitungen). Der Ausfall von Anlagenteilen oder Leitungen ist dadurch komplizierter auszugleichen. Auch nachträgliches Erweitern der Anlage ist nur eingeschränkt möglich. Soll eine zusätzliche Leitung angeschlossen werden, so ist auch eine zusätzliche Kupplung (wenn darauf Wert gelegt wird) und/oder ein zusätzlicher Transformator nötig. Bei mehreren zusätzlichen Leitungen ist der Kostenvorteil daher schnell aufgebraucht. In einem solchen Fall wird aus dem VUW durch Einbau einer Sammelschiene oft ein herkömmliches Umspannwerk.
Bei großen Umspannwerken für mehrere Spannungsebenen über 100 kV ist es mitunter erforderlich, die Anlage auf mehreren separaten Arealen in unmittelbarer Nähe unterzubringen, welche über Koppelleitungen miteinander verbunden sind. Hierbei enthält im Regelfall jedes Areal die komplette Schaltanlage – meist inklusive der Transformatoren – für diese Ebene und ist für sich komplett umzäunt. Die Leitungsverbindung zwischen den Anlagenteilen erfolgt meist über Freileitungen, seltener über Erdkabel. Beispiele für derart geteilte Umspannwerke sind das Umspannwerk Hoheneck in Ludwigsburg und das Umspannwerk im Ortsteil Krone von Witten.

## Verkehrsanbindung
Große Umspannwerke (höchste angewandte Spannung über 100 kV) müssen für Schwertransporte erreichbar sein, da Großtransformatoren bis zu 500 t wiegen können. Auch sollten die Zufahrten wegen der Größe der Transformatoren nicht zu eng sein. Manche, insbesondere ältere Umspannwerke für 400 kV oder 220 kV verfügen auch über einen eigenen Gleisanschluss für die Anlieferung der Transformatoren.

## Standorte
Auflistungen von Schaltanlagen und Umspannwerken finden sich in folgenden Listen:
- Liste der Schaltanlagen im Höchstspannungsnetz in Deutschland
- Liste von Schaltanlagen im Höchstspannungsnetz in Österreich
- Liste von Schaltanlagen im Höchstspannungsnetz in der Schweiz